# If Ya Gettin' Down
If Ya Gettin' Down is een nummer van de Britse boyband 5ive uit 1999. Het is de eerste single van hun tweede studioalbum Invincible.
Het nummer bevat een sample uit Last night a D.J. saved my life van Indeep, vandaar dat Michael Cleveland ook op de credits staat. "If Ya Gettin' Down" bestormde in diverse Europese landen de hitlijsten. Het behaalde de 2e positie in het Verenigd Koninkrijk. In zowel de Nederlandse Top 40 als de Vlaamse Ultratop 50 bereikte het nummer de 6e positie.